# Calling America
Calling America è un singolo del gruppo musicale britannico Electric Light Orchestra, pubblicato nel 1986 ed estratto dall'album Balance of Power.
Il brano è stato scritto e prodotto da Jeff Lynne.

## Tracce
- 7"

1. Calling America – 3:28
2. Caught in a Trap – 3:43